# Линс
Линс (порт. Lins) — муниципалитет в Бразилии, входит в штат Сан-Паулу. Составная часть мезорегиона Бауру. Входит в экономико-статистический микрорегион Линс. Население составляет 81 982 человека на 2007 год. Занимает площадь 571,442 км². Плотность населения — 143,9 чел./км².
Праздник города — 21 апреля.

## История
Город основан в 1920 году.

## Статистика
- Валовой внутренний продукт на 2003 составляет 899.625.421,00 реалов (данные: Бразильский институт географии и статистики).
- Валовой внутренний продукт на душу населения на 2003 составляет 13.058,49 реалов (данные: Бразильский институт географии и статистики).
- Индекс развития человеческого потенциала на 2000 составляет 0,827 (данные: Программа развития ООН).

## География
Климат местности: тропический. В соответствии с классификацией Кёппена, климат относится к категории Aw.